# Barybas murina
Barybas murina är en skalbaggsart som beskrevs av Hermann Burmeister 1855. Barybas murina ingår i släktet Barybas och familjen Melolonthidae. Inga underarter finns listade.